# Emmanuel Ake
Emmanuel Ake Richard Muttendango (Mombasa, 11 giugno 1980) è un ex calciatore keniota, di ruolo attaccante.

## Carriera

### Club
Ha giocato in varie squadre nella massima serie danese.

### Nazionale
Tra il 2004 ed il 2009 ha giocato 8 partite (e segnato una rete) con la nazionale keniota, con la quale ha anche partecipato alla Coppa d'Africa del 2004.

## Palmarès

### Club

#### Competizioni nazionali
- Campionato danese: 3

Copenhagen: 2000-2001, 2002-2003, 2003-2004
- Coppa di Danimarca: 1

Copenhagen: 2003-2004
- Supercoppa di Danimarca: 1

Copenhagen: 2001